# Narcisse Théophile Patouillard
Narcisse Théophile Patouillard (n. 2 iulie 1854, Macornay – d. 30 martie 1926, Paris) a fost un farmacist, botanist, micolog și acuarelist renumit francez, membru fondator al Société mycologique de France. El a fost unul dintre pionierii  în crearea și folosirea de genuri mai mici și astfel mai utile pentru ciuperci. Abrevierea numelui său în cărți științifice este Pat..

## Biografie

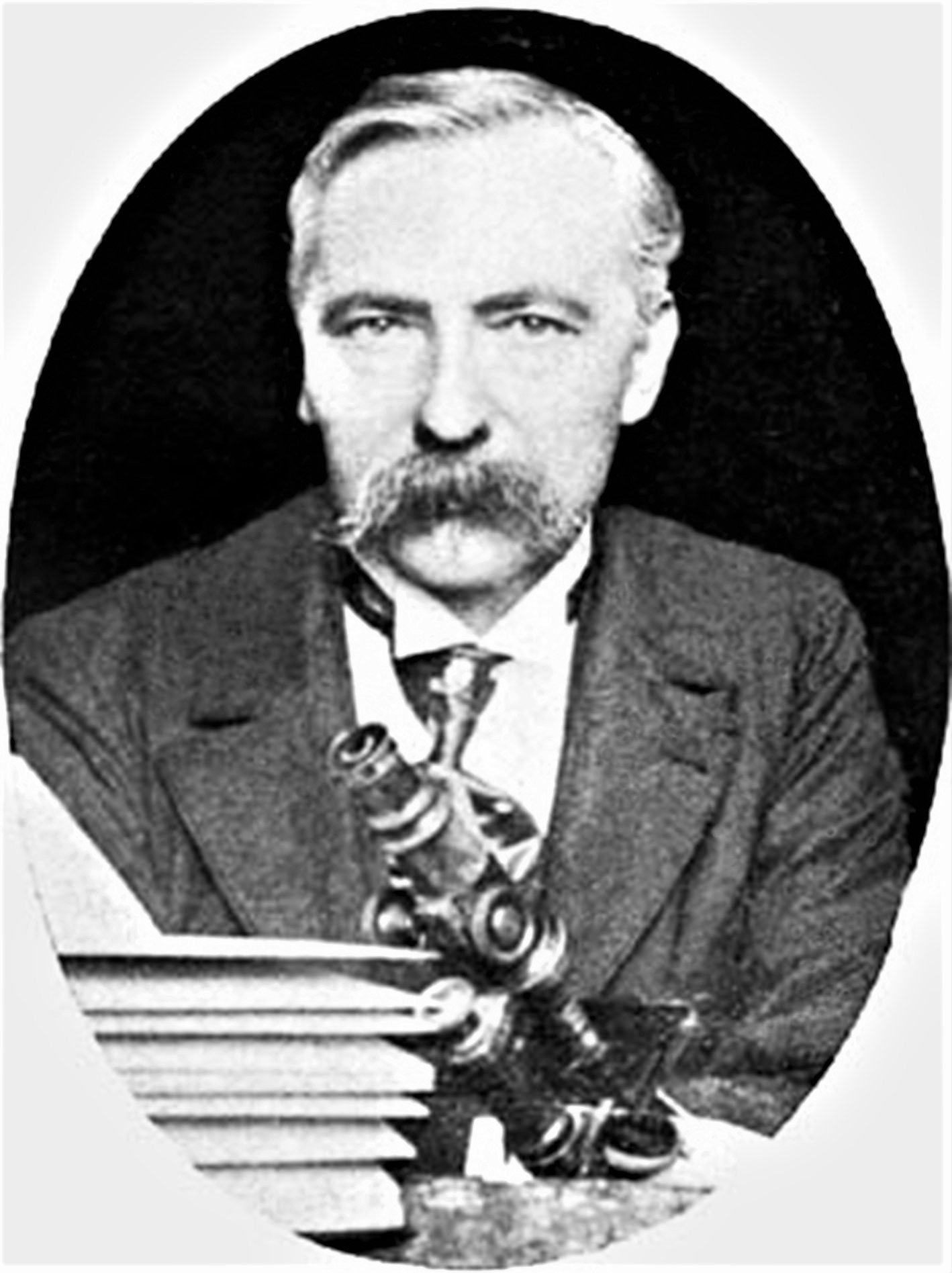
Narcisse Patouillard

Narcisse s-a născut într-o familie de țărani. Deja la vârsta de zece ani, a dezvoltat o pasiune pentru științele naturale și a început cu o colecție de insecte, plante și pietre. El a urmărit studiile secundare la liceul din Lons-le-Saunier, dar a fost forțat să renunțe cauzat situației precare a familiei. De acea a intrat la vârsta de cincisprezece ani în serviciile telegrafice, mai întâi în departamentul Jura apoi la Paris. In 1872  a reușit să devină practicant la Bletterans (Jura), situație care i-a permis să lucreze în Laboratorul de Studii Avansate al Muzeului Național de Istorie Naturală. Acolo a cunoscut pe cei mai mari botaniști ai epocii, ce a pricinuit decizia lui de a se consacra studiul ciupercilor.
În 1879, Patouillard a obținut titlul de clasa a 2-a în farmacologie, și după ce a luat bacalaureatul, s-a înmatriculat la Facultatea de Farmacie din Paris pentru gradul de clasa 1 și a promovat în martie 1884 cu teza Des Hyménomycètes au point de vue de leur structure et de leur classification (Ciupercile himenocite din punctul de vedere al structurii și clasificării lor). 
În 1884, Narcisse Théophile Patouillard a fost membru fondator al Société mycologique de France (președinte 1891–1892, președinte de onoare 1902)  împreună cu medicii Lucien Quélet, Jean-Baptiste Mougeot, farmacistul Émile Boudier și un grup de alți naturaliști, al căror jurnal Bulletin Trimestriel de la Société Mycologique de France a fost publicat pentru prima dată la 1 mai 1885 și în 1885 a fost premiat cu Prix Montagne al Academiei Franceze de Științe pentru lucrarea sa Tabulae analyticae fungorum: Descriptions et analyses microscopiques des champignons nouveaux, rares ou critiques fascicules (editate 1883-1889).  Din 1893-1900, el a servit ca preparator al catedrei de criptogamie⁠(fr)[traduceți] la Școala Superioară de Farmacie din Paris, mai târziu numit asistent al catedrei. În 1920 a devenit membru de onoare al British Mycological Society. În anul 1922, a renunțat la toate funcțiile pentru a se dedica în întregime cercetărilor sale.
Pentru ași asigura traiul de viață, a lucrat peste 40 de ani în diferite farmacii, în: Poligny (1881-1884), Fontenay-sous-Bois (1884-1885), Paris (1885-1898) și Neuilly (1898-1922). 
Savantul a fost, împreună cu Petter Adolf Karsten, Lucien Quélet și Samuel Frederick Gray,  unul dintre pionierii în crearea și folosirea de genuri mai mici și astfel mai utile pentru ciuperci. Mai departe, a fost considerat expert lider în taxonomia ciupercilor și a descris multe specii și genuri noi, cele mai multe denumiri fiind valabile până în prezent. Cunoștințele sale excelente ale florei tropicale, din care el a fost unul dintre primii și cei mai buni specialiști, este atestată de mai mult de o sută de lucrări dedicate ciupercilor din Brazilia, Patagonia, China, Congo, Costa Rica, Cuba, Ecuador, Insulele Gambier, Guadelupa, Guyana, India, Japonia, Java, Louisiana, Martinica, Mexic, Noua Caledonie, Filipine, Tibet, Tonkin, Tunisia și Venezuela. Toate rezultatele cercetărilor sale le-a documentat în mai mult de 260 de publicații cu mai mult de 3000 desene și acuarele de înaltă precizie (moștenite de fiica lui și dăruite muzeului de criptogamie în 1968). De menționat este de asemenea marele lui ierbar, achiziționat deja în 1905 de Universitatea Harvard. Colecțiile mai târzii se pot vedea tot în muzeul de criptogamie.
Piața Narcisse Patouillard din Marconay a fost denumită după el și o placă comemorativă a fost plasată în fruntea casei lui de naștere.

## Genuri și specii de ciuperci descrise de Patouillard  (selecție)

### Genuri
| - Crinipellis Pat. (1889) - Cymatella Pat. (1899) - Favolaschia (Pat.) Pat. (1895) - Guepiniopsis Pat. (Dacrymycetaceae), 1883 - Hirsutella Pat. (Clavicipitaceae, Hypocreales), 1892 - Hymenogloea Pat. (1900) - Lacrymaria Pat. (Psathyrellaceae), 1887 - Leucocoprinus Pat. (1888) | - Melanoleuca Pat. (1897) - Nevrophyllum Pat. (1886) - Phaeolus (Pat.) (1900) - Septobasidium Pat. (1892) - Sirobasidium Pat. (Sirobasidiaceae, Tremellales), 1892 - Spongipellis Pat., (Hyménomyces), 1887 - Tremellopsis Pat. (1903) |

### Specii
| - Aleurodiscus disciformis (Fr.) Pat. (1894) - Amauroderma subrugosum Bres. & Pat. - Ascobolus demangei Pat. - Bovistella radicata (Durrieu & Montagne) Pat. - Bovistella yasudae (Durrieu & Montagne) Pat. - Clavulina bessonii (Pat.) Corner (1950) - Coprinus auricomus Pat. - Cordyceps aspera Pat. (1893) - Cordyceps lacroixii Har. & Pat. (1904) - Crinipellis stipitaria (Fr. : Fr.) Pat. - Crinipellis zonata (Peck) Pat. - Cyphella albissima Pat. & Doassau (1886) - Cyphella albomarginata Pat. (1885) - Cyphella anomala (Pers. : Fr.) Pat. (1900) | - Cyphella candida (Pers. : Fr.) Pat (1900) - Cyphella capula var. flavescens Pat. (1883) - Cyphella carnea Pat. (1923) - Cyphella chromospora Pat. (1883) - Deflexula fascicularis (Bres. & Pat.) Corner - Ganoderma applanatum (Pers.) Pat. - Ganoderma boninense Pat. - Ganoderma carnosum Pat. - Helicogloea lagerheimii Pat (1892) - Helvella phlebophora Pat. & Doassau (1886) - Hydnobolites cerebriformis var. mougeotii Pat. - Inocybe obscura var. rufa Pat. - Lacrymaria lacrymabunda (Bull.) Pat. | - Lepiota cepaestipes (Sowerby : Fr.) Pat. - Lepista flaccida (Sowerby) Pat. - Leucocoprinus cepistipes (Sowerby : Fr.) Pat. 1889 - Leucocoprinus fragilissimus (Ravenel) Pat. - Lilliputia gaillardii Boud. & Pat. - Marasmius leveilleanus (Berkeley) Pat. - Melanoleuca brevipes (Bull. : Fr.) Pat. - Melanoleuca grammopodia (Bull. : Fr.) Pat. - Melanoleuca humilis (Pers. : Fr.) Pat. - Multiclavula asterospora Pat. - Mucidula mucida (Schrad.) Pat. - Phaeangium lefebrurei Pat. - Phaeolus schweinitzii (Fr.) Pat. - Phellinus contiguus (Fr.) Pat. | - Phellinus ferruginosus (Schrader : Fr.) Pat. - Phellinus gilvus (Schwein. : Fr.) Pat. - Pluteus exiguus (Pat.) Sacc. (1887) - Pluteus minutus Pat. (1909) - Pluteus nitens Pat. (1898) - Podoscypha multizonata (Berkeley & Broome) Pat. (1928) - Polyporus rhizophilus Pat. (1894) - Russula congoana Pat. (1914 ) - Sarcodon fuligineoviolaceus (Kalchb.) Pat. - Sarcodon joeides (Passerini) Pat. - Spongipellis spumeus (Sowerby : Fr.) Pat. (1900) - Stephanospora caroticolor (Berkeley) Pat. - Tirmania ovalispora Pat. - Typhula corallina Quél. & Pat. (1883) |

## Taxoni dedicați lui Narcisse Patouillard (selecție)
În onoarea marelui micolog au fost denumite multe specii(111) dar numai un gen, Patouillardiella.
| - Claviceps patouillardiana Henn., 1899 (Clavicipitaceae) - Boletus patouillardii Singer, 1947 (Boletaceae) - Buellia patouillardii (Hue) Zahlbr. (Physciaceae) - Camillea patouillardii Laessøe, J.D. Rogers & Whalley, 1989 (Xylariaceae) - Cantharellus patouillardii Sacc., 1891 (Cantharellaceae) - Catacauma patouillardii Theiss., 1920, momentan Vestergrenia multipunctata (Dothideaceae) - Cercospora patouillardii Sacc. & D. Sacc. (Anamorphe Mycosphaerella) - Ceriosporella patouillardii (Letendre) Berl., 1894 (Halosphaeriaceae) - Clavaria patouillardii Bres., 1892, momentan Lentaria patouillardii (Gomphaceae) - Collybia patouillardii Sacc. & P. Syd., 1899 (Tricholomataceae) - Coprinus patouillardii Quél., 1884 (Agaricaceae) - Crinipellis patouillardii Singer, 1943, (Tricholomataceae) - Dimerina patouillardii Theiss., 1920 (Pseudoperisporiaceae) - Diplodina patouillardii Sacc. & P. Syd., 1899 (Anamorphe Cryptodiaporthe) | - Fusarium patouillardii Sacc., 1891 (Anamorphe Gibberella) - Gymnoconia patouillardii Trotter, momentan Joerstadia patouillardii (Phragmidiaceae) - Hexagonia patouillardii Beeli, 1927, momentan Echinochaete brachypora (Polyporaceae ) - Hirsutella patouillardii Koval, 1977, (Anamorphe Cordyceps) - Humaria patouillardii Gillet & Sacc., (Pyronemataceae) - Inocybe patouillardii Bres., 1905, momentan Inocybe erubescens (Cortinariaceae ) - Inonotus patouillardii (Rick.) Imazeki, 1943 (Hymenochaetaceae) - Joerstadia patouillardii (Trotter) Gjaerum & Cummins, 1982 (Phragmidiaceae) - Laccaria proxima (Boud.) Pat. (Laccaria ) - Lecidea patouillardii Hue. (Lecideaceae) - Lembosia patouillardii Sacc. & P. Syd., 1891 (Asterinaceae) - Lentaria patouillardii (Bres.) Corner, 1950, (Gomphaceae) - Lepiota patouillardii Sacc. & Trotter, 1912, momentan Lepiota brunneoincarnata, (Agaricaceae) | - Marasmiellus patouillardii (Sacc. & P. Syd.) Zhu L. Yang, 2000, (Marasmiaceae) - Marasmius patouillardii Sacc. & P. Syd., 1899 (Marasmiaceae) - Meliola patouillardii Gaillard, 1892 (Meliolaceae) - Merulius patouillardii (Sacc.) O.Kuntze, 1898 (Meruliaceae) - Mycosphaerella patouillardii Sacc., 1891 (Mycosphaerellaceae) - Odontia patouillardii Sacc. & P. Syd., 1899 (Steccherinaceae) - Patouillardiella (gen) Spegazz., 1889 (Ascomycota) - Phoma patouillardii Sacc., 1892 (Anamorphe Leptosphaeria) - Phyllosticta patouillardii Sacc. & D. Sacc., (Anamorphe Guignardia) - Pistillina patouillardii Quél., 1883, momentan Typhula capitata (Typhulaceae) - Polyporus patouillardii Lloyd, 1915 (Polyporaceae) - Polyporus patouillardii Rick.,1928, momentan Inonotus patouillardii (Hymenochaetaceae) - Polystictus patouillardii Rick., 1907, momentan Inonotus patouillardii (Hymenochaetaceae) | - Pseudoneottiospora patouillardii Nag Raj, 1993 (Anamorphe Ascomycetes) - Russula patouillardii Singer, 1935 (Russulaceae) - Sclerotium patouillardii Sacc. & P. Syd., (Typhulaceae) - Septobasidium patouillardii Burt, (Septobasidiaceae) - Septoria patouillardii Sacc. & P. Syd., 1899 (Anamorphe Mycosphaerella) - Sphaerella patouillardii Sacc., 1891 (Mycosphaerellaceae) - Trametes patouillardii Trotter, 1925 (Polyporaceae) - Tremella patouillardii Syd. (Tremellaceae) - Typhula patouillardii (Quél.) Corner, 1950 (Typhulaceae) - Xanthochrous patouillardii Rick, 1933 (Hymenochaetaceae) - Xylaria platypoda var. patouillardii (P. Joly) J.D. Rogers, 1988 (Xylariaceae) - Xylosphaera platypoda var. patouillardii P. Joly, 1968 (Xylariaceae) |

## Publicații (selecție)
- Les Champignons figurés et desséchés, (împreună cu Jacques Emile Doassans), 2 volume, Paris 1882-1883
- Les Champignons comestibles et vénéneux de la flore du Jura, Editura J. Gindre, Poligny 1883
- Tabulae Analyticae Fungorum în: Descriptions et Analyses Microscopiques des Champignons Nouveaux, Rares ou Critiques, fasc. 1, Editura J. Gindre, Poligny 1883, p. 232 pp.
- Tabulae Analyticae Fungorum, în: Descriptions et Analyses Microscopiques des Champignons Nouveaux, Rares ou Critiques, seria I, fasc. 4, p.  137-180, 32 table, p. 301-400 Editura J. Gindre, Poligny 1885
- Nevrophyllum, în „Revue Mycologique”, vol. 8, nr. 29, Toulouse 1886, p. 26-27 (împreună cu Jacques Emile Doassans)
- Champignons parasites des phanérogames exotiques, în: Revue Mycologique nr. 8, p. 80-85 cu o placă, Toulouse 1886
- Quelques champignons de la Chine, récoltés par le père Delavay dans la province du Yunnam, în: Revue Mycologique nr. 8, p. 179-182, Toulouse 1886
- Tabulae analyticae fungorum. seria.I, fasc.5, p. 181-232, plăci p. 129-160, Editura J. Gindre, Poligny 1886
- Contribution à l’étude des champignons extra-européens, în: Bulletin de la Société Mycologique de France nr. 3, p. 119-131, Paris 1887
- Note sur quelques champignons de l’herbier du Muséum d’Histoire Naturelle de Paris, în: Journal de Botanique Morot nr. 1, p. 169-170, Paris 1887
- Les Hyménomycètes d’Europe - Anatomie et Classification des Champignons Supérieurs - Matériaux pour l’Histoire des Champignons, vol. 1, 166 pp., 4 table, Editura Paul Klincksieck, Paris 1887
- Quelques espèces nouvelles ou peu connues de champignons extra-européens, în: Journal de Botanique Morot nr. 2, (9), p. 149, Paris 1888
- Champignons du Venezuela et principalement de la région du Haut-Orénoque, récoltés en 1887 par M. A. Gaillard, în: Bulletin de la Société mycologique de France nr. 4, p. 7-46, 1 tablă, Paris 1888
- Champignons du Vénezuéla et principalement de la région du Haut-Orénoque, récoltés en 1887 par M. A. Gaillard. în: Bulletin de la Société mycologique de France nr. 4 (2), p. 92-129, 3 plăci, Paris 1888
- Champignons du Venezuela et principalement de la région du Haut-Orénoque, récoltés en 1887 par M. A. Gaillard (urmare), în: Bulletin de la Société mycologique de France nr. 4 (3), p. 92-129, Paris 1888
- Fragments mycologiques : Notes sur quelques champignons de la Martinique, în: Journal de Botanique Morot nr. 3, p. 335-343, Paris 1889
- Patouillard, N., (1889), Tabulae analyticae fungorum, fasc. 7.
- Le genre Ganoderma, în: Bulletin de la Société mycologique de France nr. 5 (11), p. 64-80, Paris 1889
- Sur la place du genre Favolus, în: Bulletin de la Société mycologique de France nr. 6, p. XIX-XXI, Paris 1890
- Contributions a la flore mycologique du Tonkin (sfârșitul) , în: Journal de Botanique Morot nr. 4, p. 61-67, 1 placă, Paris 1890
- Contributions a la flore mycologique du Tonkin, în: Journal de Botanique Morot nr. 19, p. 313-321, Paris 1890
- Champignons de l’Équateur Pugillus I., în: Bulletin de la Société mycologique de France nr. 7, p. 158-184, 2 plăci, p. XI-XII, Paris 1891
- Champignons nouveaux extra-Européens, în: Bulletin de la Société mycologique de France nr. 8, p. 46-56, o placă, Paris 1892
- Une clavariée entomogène, Revue Mycologique (Toulouse) nr. 14, p. 67-70, Toulouse 1892
- Sirobasidium, nouveau genre d'Hyménomycètes hétérobasidiés, în: Journal de Botanique Morot nr. 6, p. 465-469, Paris 1892
- Description de deux nouvelles espèces de Gymnoascus de France, în: Bulletin de la Société mycologique de France nr. 8, p. 43-45, o placă, Paris 1892
- Champignons de l’Équateur, Pugillus II, în: Bulletin de la Société mycologique de France nr. 8 (2), p. 113-140, 2 plăci, p. XI-XII, Paris 1892
- Champignons de l’Équateur, Pugillus III, în: Bulletin de la Société mycologique de France nr. 9, p. 124-165, 3 plăci, p. VIII-X, Paris 1893
- Quelques champignons asiatiques nouveaux ou peu connus, în: Bulletin de l'Herbier Boissier nr. 1, p. 300-303, Geneva 1893
- Quelques champignons du Thibet, în: Journal de Botanique Morot nr. 7, p. 343-344, Paris 1893
- Fungos aliquot novos in regione Congoana collectos, în: Bulletin de la Société mycologique de France nr. 9, p. 206-211, 4 plăci, Paris 1893
- Les Terfez de la Tunisie, în: Journal de Botanique Morot nr. 8, p. 153-156, Paris 1894
- Espèces critiques d’Hyménomycètes, în: Bulletin de la Société mycologique de France nr. 10 (2), p. 75-81, Paris 1894
- Asterodon, nouveau genre de la famille des Hydnacées, în: Bulletin de la Société mycologique de France nr. 10, p. 129-130, Paris 1894
- Champignons de l’Équateur, Pugillus IV. în: Bulletin de l'Herbier Boissier nr. 3 (1), p. 53-74, o placă, Geneva 1895
- Champignons de l’Équateur, Pugillus V, în: Bulletin de la Société mycologique de France nr. 11, p. 205-234, Paris 1895
- Champignons nouveaux ou peu connus, în: Bulletin de la Société mycologique de France nr. 12, p. 112-136, o placă, Paris 1895
- Énumération des champignons récoltés à Java par M. Massart, în: Annales du Jardin Botanique de Buitenzorg Suplementul 1, p.  107-127, 2 plăci, Batavia 1897
- Additions au catalogue des champignons de la Tunisie, în: Bulletin de la Société mycologique de France nr. 13, p. 197-216, o placă, Paris 1897
- Catalogue raisonné des plantes cellulaires de la Tunisie, Editura Imprimerie Nationale, p. 1-158, plăcile I-XXIV, Paris 1897
- Quelques champignons nouveaux récoltés au Mexique par Paul Maury, în: Bulletin de la Société mycologique de France nr. 14, p. 53-57, o placă, Paris 1895
- Champignons nouveaux ou peu connus, în: Bulletin de la Société mycologique de France nr. 14, p. 149-156, Paris 1898
- Quelques champignons de Java,. în: Bulletin de la Société mycologique de France nr. 12, p. 182-198, Paris 1898
- Champignons de la Guadeloupe, în: Bulletin de la Société mycologique de France nr. 16, p. 175--188, Paris 1900
- Essai taxonomique sur les familles et les genres des Hyménomycètes - Thèse pour l'obtention du diplôme de Docteur de l'Université de Paris, École Supérieure de Pharmacie (Disertația pentru obținerea diplomei de doctor la Școala Superioară de Farmacie al Universității din Paris, Editura Declume, 184 pp. cu table, Lons-le-Saunier 1900
- Champignons Algéro-Tunisiens nouveaux ou peu connus, în: Bulletin de la Société mycologique de France nr. 17, p. 182--188, 2 plăci, Paris 1901
- Champignons Algéro-Tunisiens nouveaux ou peu connus (urmare) , în: Bulletin de la Société mycologique de France nr. 18, p. 47-53, Paris 1902
- Champignons de la Guadeloupe, recueillis par le R.P. Duss., în: Bulletin de la Société mycologique de France nr. 18 (2), p. 171--186, Paris 1902
- Description de quelques champignons extra-europeéns, în: Bulletin de la Société mycologique de France nr. 18, p. 300-304, o placă, Paris 1902
- Additions au catalogue des champignons de la Tunisie, în: Bulletin de la Société mycologique de France nr. 19 (3), p. 254-261, Paris 1903
- Description des quelques champignons nouveaux des Iles Gambier, în: Bulletin Trimestriel de la Société Mycologique de France nr. 20, p. 135-138, o tablă, Paris 1904
- Fungorum novorum, Decas prima, în: Bulletin Trimestriel de la Société Mycologique de France nr. 21 (2), p. 84-86, o placă, Paris 1905
- Naematoloma caerulescens , în: Bulletin de la Société mycologique de France nr. 23 (2), p. 78, Paris 1907
- Champignons nouveaux ou peu connus, în: Bulletin Trimestriel de la Société Mycologique de France nr. 24, plăci  p. I-XII. Paris 1908
- Fungorum novorum, Decas secunda, în: Bulletin Trimestriel de la Société Mycologique de France nr. 28, p. 280-284, o placă, Paris 1908
- Fungorum novorum, Decas tertia, în: Bulletin Trimestriel de la Société Mycologique de France nr. 28, p. 280-284, o placă, Paris 1909
- Collections recueillies par M. A. Chevalier au Congo français: Les champignons de la région Chari-Tchad, în: Bulletin Trimestriel de la Société Mycologique de France nr. 17 (5), p. 364-370, Paris 1912
- Quelques champignons du Costa Rica, în:  Bulletin Trimestriel de la Société Mycologique de France nr. 28, p. 140-143, o placă, Paris 1908
- Fungorum novorum, Decas quarta, în: Bulletin Trimestriel de la Société Mycologique de France nr. 28, p. 280-284, o placă, Paris 1912
- Quelques champignons de Tonkin, în: Bulletin Trimestriel de la Société Mycologique de France nr. 29, p. 206-228, Paris 1913
- Quelques champignons du Congo, în: Bulletin Trimestriel de la Société Mycologique de France nr. 30, p. 336-346, o placă, Paris 1914